# 마티외 보제토
마티외 보제토(독일어: Mathieu Bozzetto, 1973년 11월 16일~)는 프랑스의 스노보드 선수로 주 종목은 평행대회전과 평행회전이다. 올림픽에 4회 출전하여 2010년 동계 올림픽에서 남자 평행대회전 은메달을 획득했다. 또한 세계 선수권 대회에서 은메달 2개를 획득했으며 월드컵에서 종합 우승 2회(1999, 2000) 달성했다.